# Embalagem

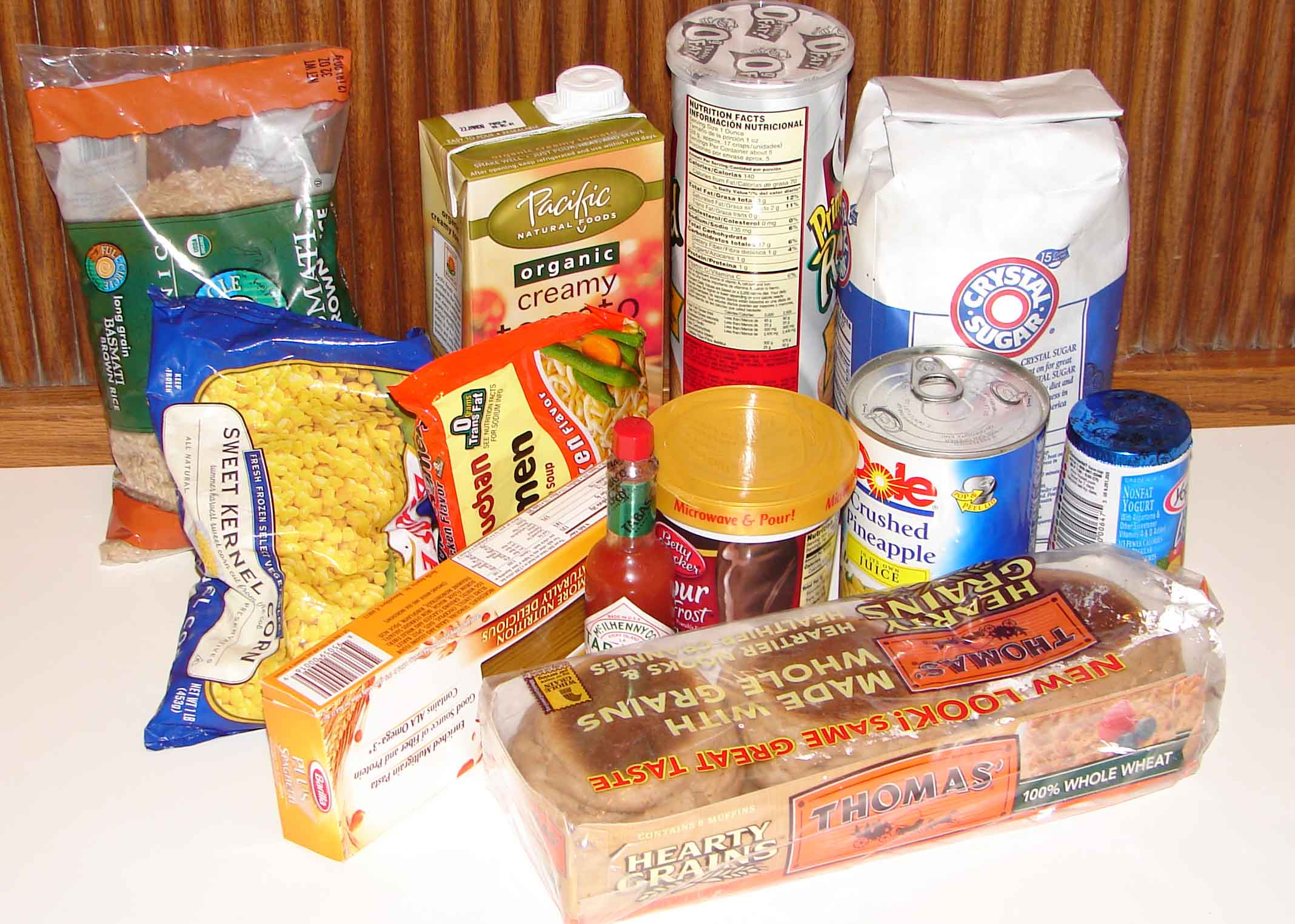
Diferentes tipos de embalagens de comida.

Uma embalagem é um recipiente ou envoltura que armazena produtos temporariamente e serve principalmente para agrupar unidades de um produto, com objetivo de criar melhores condições para distribuição, transporte e armazenagem. Outras funções da embalagem são: proteger o conteúdo, informar sobre as condições de manipulação, exibir os requisitos legais como composição, ingredientes, etc. e fazer promoção do produto através de gráficos.

## Introdução
A embalagem possui um impacto significativo sobre o custo e a produtividade dentro dos sistemas logísticos. Seus custos mais evidentes se encontram na execução de operações automatizadas ou manuais de embalagem e na necessidade subsequente de descartar a própria embalagem. As embalagens podem ser visualizadas tanto dentro do sistema logístico total e seu papel nos mercados industrial e de consumo; as três principais funções da embalagem (utilidade e eficiência de manuseio, proteção contra avarias e comunicação); e materiais de embalagem tradicionais, tecnologias emergentes e implicações ambientais.
O custo da embalagem afeta toda a cadeia produtiva, desde o estoque até o transporte ao ponto de vendas, influenciando inclusive na sua aquisição pelo consumidor final, que tende a apresentar preferência por embalagens melhores elaboradas, desde que isso não apresente grande impacto no preço do produto.

## Perspectivas
A embalagem é classificada em embalagem para o consumidor, com ênfase em marketing, e embalagem industrial, com ênfase na logística.

### Embalagem para o consumidor com ênfase no computador

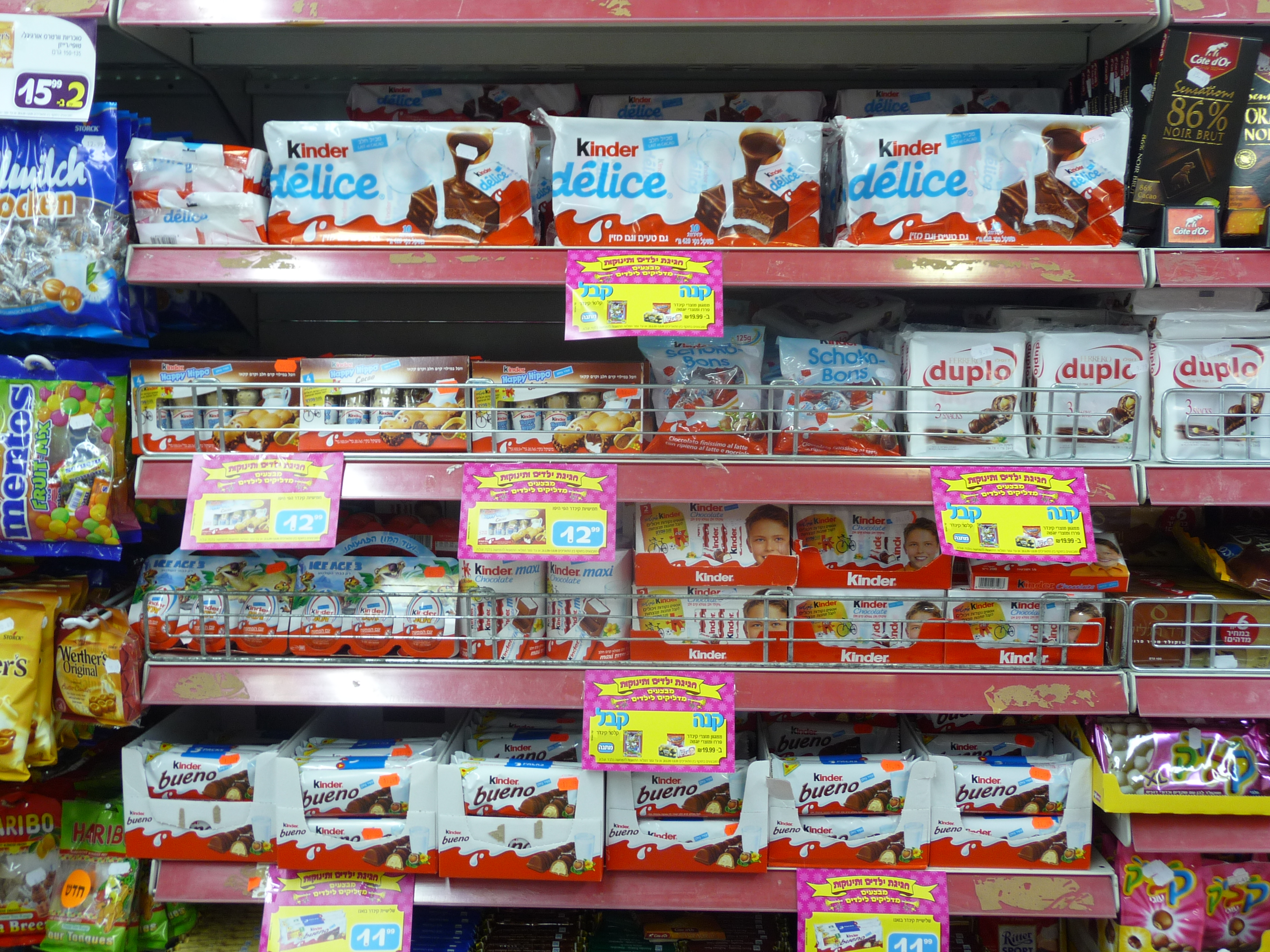
Chocolates embalados de forma a atrair atenção do consumidor.

O projeto da embalagem de consumo deve ser voltado para a conveniência do consumidor, ter apelo de mercado, boa acomodação nas prateleiras dos varejistas e dar proteção ao processo
A embalagem dos produtos de consumo precisa chamar a atenção no ponto de venda, informar as características e atributos do produto e despertar o desejo de compra no consumidor. Se ela falhar nesta função o produto corre o risco de desaparecer do mercado. Pesquisa da AC Nielsen apresentada no Congresso Brasileiro de Embalagem mostrou que cerca de 80% dos produtos lançados no Brasil saem do mercado em até dois anos. A embalagem é uma poderosa ferramenta de marketing que pode ajudar o produto a conquistar a preferência do consumidor e garantir seu lugar no mercado.

### Embalagem industrial com ênfase nalogística

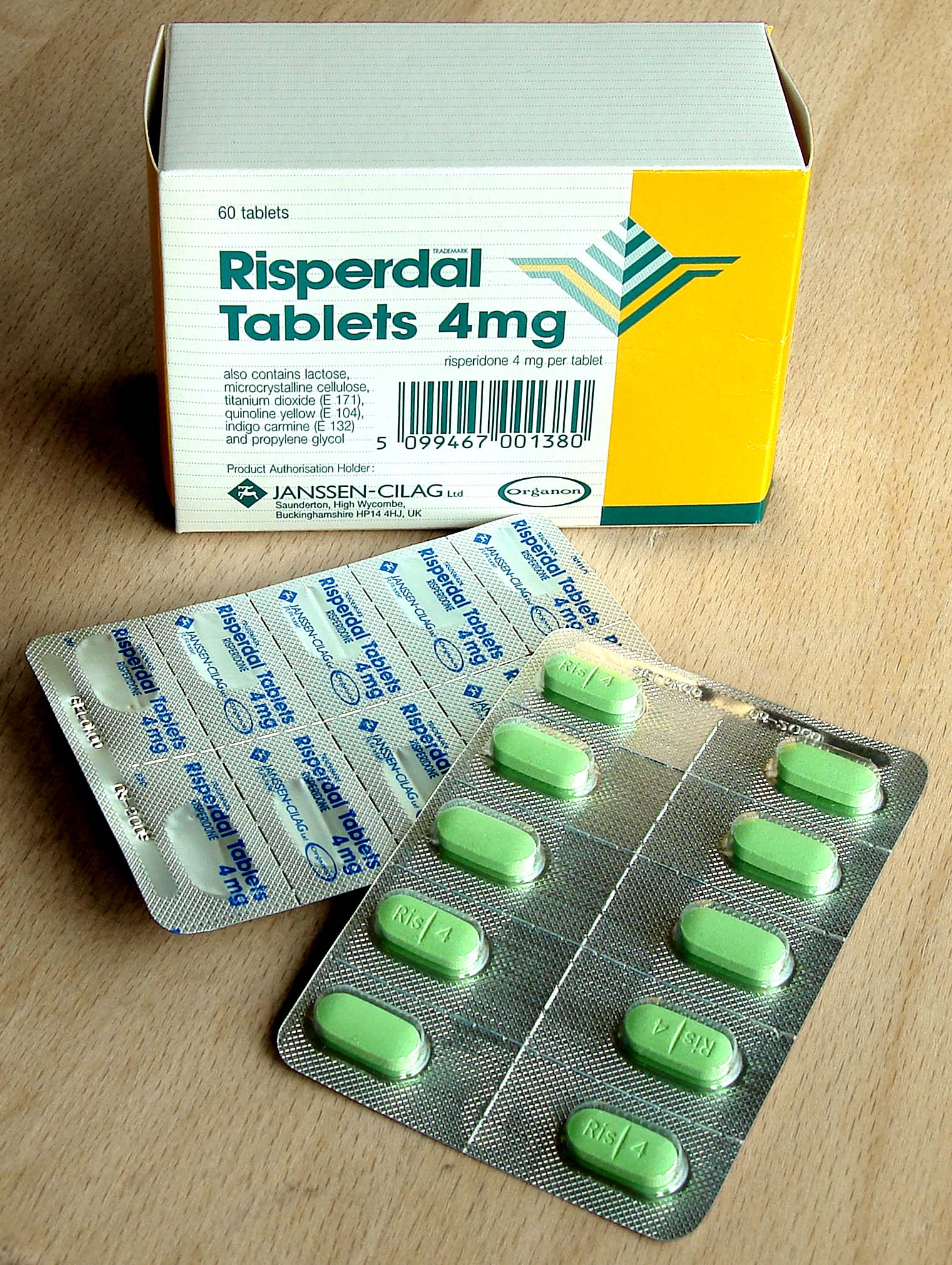
embalagem de medicamentos.

Os produtos e as peças são embalados geralmente em  caixas de papelão e madeira, caixas, sacos, ou mesmo barris, para maior eficiência no manuseio, são embalagens usadas pra agrupar produtos e são chamadas de embalagens secundárias. O peso, a cubagem e a fragilidade das embalagens secundárias utilizadas nas operações de linhas de produção determinam as necessidades de manuseio e de transportes
As embalagens secundárias eram projetadas de forma que sua cubagem deveria ser totalmente preenchida para que não ficassem espaços evitando a avaria. A importância da padronização da embalagem secundária proporcionou substancial redução do custo total, bem como a adoção de um sistema de manuseio muito mais eficiente, tanto no depósito como na loja varejista.

## Proteção Contra Avaria
Existe a importância das embalagens secundárias para proteger os produtos contra avarias durante o manuseio e a armazenagem, como também protege contra furtos. Para proteger a embalagem contra avarias é necessário adequá-la ao produto e selecionar seu material, levando em conta o grau desejado de proteção ao produto. É proibitivo, no entanto, o custo de proteção total para a maioria dos produtos, tendo como fatores determinantes do grau de proteção o valor e a fragilidade do produto.

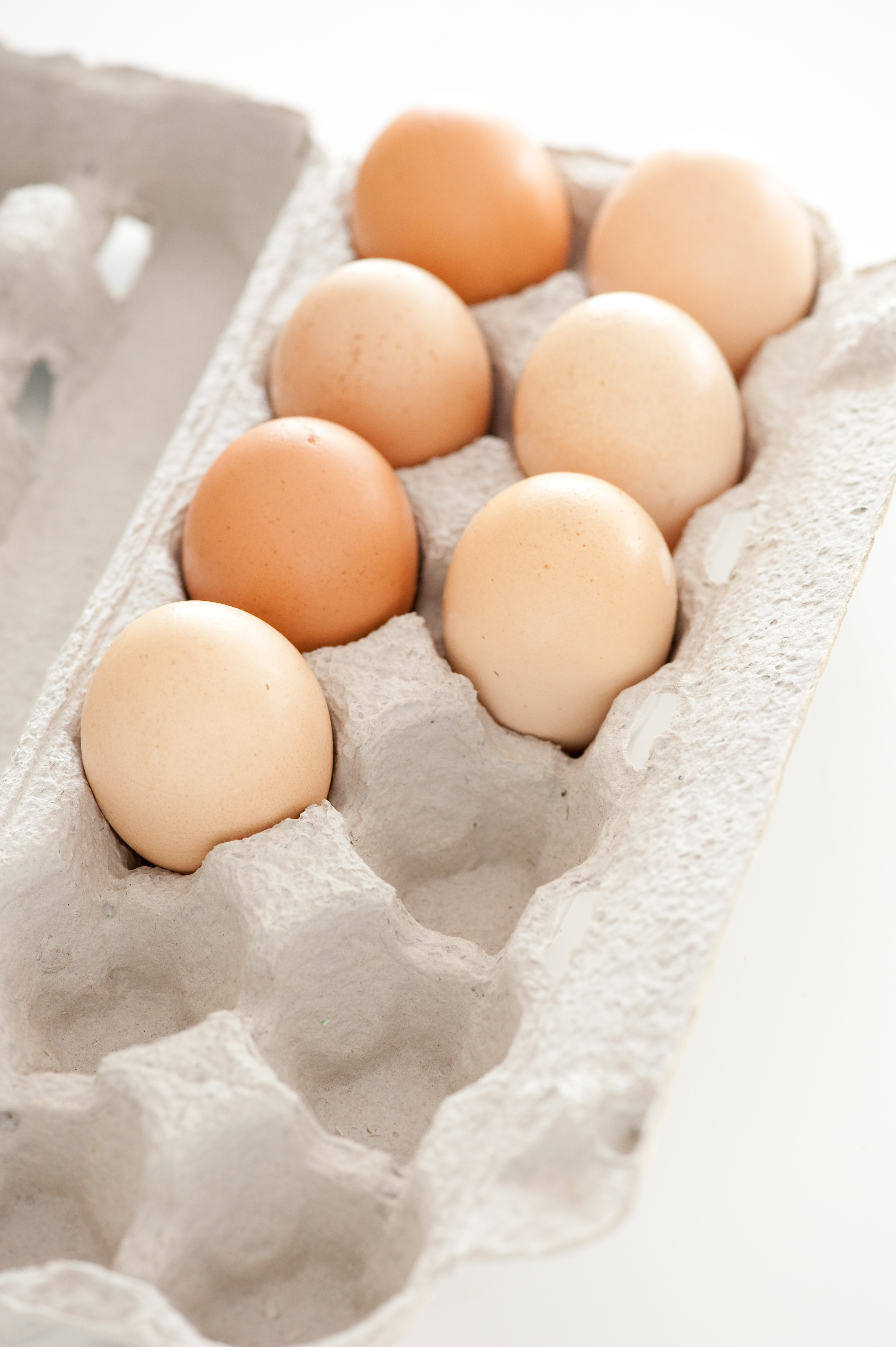
Embalagem especialmente projetada para evitar avarias em ovos, possibilitando exposição segura nas prateleiras dos supermercados.

A fragilidade de um produto pode ser medida através de testes, tanto do produto como da embalagem, com o uso de equipamentos de choque e de vibração; e seu resultado permite determinar o nível de acolchoamento ou de forração nas caixas.
O ambiente também deve ser estudado quanto as suas características físicas e aos fatores que o compõem. O ambiente físico que envolve um produto é o ambiente logístico, ele influencia e é influenciado pela possibilidade de avaria. Neste ambiente ocorre a avaria por transporte, armazenagens e manuseio. Nos depósitos próprios os produtos movem-se para seus destinos num ambiente relativamente controlado. Já com transportes fretados os produtos entram num ambiente sem controle.
Quanto menos controle a empresa tiver sobre o ambiente físico, maiores devem ser as precauções com a embalagem para evitar avarias, portanto, o ambiente logístico influencia as decisões relativas ao projeto da embalagem.
Existem quatro causas de avarias que são as vibrações, os impactos, as perfurações e as compressões que podem ocorrer simultaneamente, esteja ele em trânsito ou sob manuseio, como também podem ocorrer falhas no empilhamento que podem causar avarias.
Em trânsito as avarias podem ser significativamente reduzidas por amarração de volumes, fixação, amarração à carroceria do veículo, calços pra impedir o deslizamento, a vibração e o choque entre as mercadorias, ou simplesmente utilizando ao máximo o espaço disponibilizado nos veículos transportadores das mercadorias.
Fatores externos como temperaturas elevadas, umidade e materiais estranhos podem acarretar avarias. Estes fatores externos estão fora de controle logístico e afetam o conteúdo das embalagens quando estes são expostos, podendo derreter, estragar, empolar, descascar e até fundir-se uns com os outros, perdendo cores.

## Utilidade e Eficiência do Manuseio de Materiais
A utilidade de uma embalagem está ligada à forma como ela afeta tanto a produtividade quanto à eficiência logística. Todas as operações logísticas são afetadas pela utilidade da embalagem. Desde o carregamento do caminhão e a produtividade na separação de pedidos ate a utilização do espaço cúbico no armazenamento e no transporte.
A eficiência do manuseio dos materiais é fortemente influenciada pela natureza do produto, pela utilização e pelas características em termo de comunicação.

### Características dos Produtos
A embalagem dos produtos sob determinadas configurações e as quantidades padronizadas contribuem para aumentar a produtividade das atividades logísticas. A redução do tamanho da embalagem, por exemplo, pode melhorar a utilização do espaço cúbico.O peso pode ser reduzido com alterações do produto da embalagem.Substituindo-se garrafas de vidro por garrafas de material plástico, por exemplo, pode aumentar significativamente a quantidade de garrafas que pode ser transportadas.

### Unitização
É o agrupamento de caixas numa carga única, formando um só volume.

### Cargas Unitizadas
As cargas unitizadas apresentam muitas vantagens. São reduzidos o tempo de descarga e o congestionamento no ponto de destino, é facilitado o manuseio de materiais pela verificação das mercadorias, em sua entrada e no rápido posicionamento para a separação de pedidos.

### Fixação de cargas
Pode aumentar a possibilidade de avarias se não for adequadamente fixada durante o manuseio ou transporte.

### Comunicação
É a função para a identificação do conteúdo da embalagem. À medida que os produtos se tornam mais importante é necessário o aumento de produtividade.

### Rastreamento
Um sistema de manuseio de materiais com bom nível de controle deve ter a capacidade de rastrear o produto no recebimento, na armazenagem, na separação e na expedição. O controle de toda movimentação reduz os níveis de perda e furto e pode ser muito útil para monitorar a produtividade dos funcionários.

### Instruções de Manuseio
Outro papel de embalagem para a atividade logística é transmitir instruções de manuseio e de prevenção contra avarias.
Se o produto é perigoso como no caso de produtos químicos, se é de vidro, etc.

## Utilização de Materiais

### Materiais Alternativos
São usados os mais diversos tipos de materiais em embalagens para o uso na logística, desde o papelão tradicional até plásticos. Mas quando referimos a matérias alternativos e embalagens referimos ao meio ambiente e a pensar em novas ideias e embalagens que diminuam o custo ambiental.

### Materiais tradicionais
- Sacos são embalagens de papel ou de material plástico que dão proteção, na forma de embrulhos, podendo conter produtos soltos. São flexíveis e facilmente descartáveis. Suas desvantagens são a pouca proteção contra avarias e sua impossibilidade para uso com uma grande quantidade de produtos.
- Caixas de material plástico de alta densidade são embalagens com tampa similar às caixas de uso doméstico. São rígidas, resistentes e oferecem proteção substancial aos produtos. Seus pontos fracos são a inflexibilidade, o peso e a necessidade de seu retorno à origem, por motivos econômicos.[2]

### Tendências Emergentes
- Embalagens tipo sleeves é um tipo de embalagem aplicado sobre garrafas frascos e potes, constituído por uma manga de filme termo-encolhível (o que permite que após a sua exposição ao calor se adapte a forma da embalagem primária: garrafa, pote etc.) este filme primeiramente decorado permite a empresa ter o maior canal de comunicação com seus consumidores. Este tipo de embalagem já foi adotado por grandes empresas para todo tipo de produtos principalmente industrias lácteas e refrigerantes.
- Embalagem por acolchoamento é um tipo de proteção tradicionalmente utilizado por empresas de mudanças, é ideal para embalar produtos de forma irregular. A embalagem por acolchoamento é adotada por empresas que prestam serviços especiais de transportes sem caixas. Elas possuem, fornecem e administram materiais de embalagem, além de carregar e descarregar, assumindo a responsabilidade por quaisquer avarias que ocorram. As vantagens são a ausência de quaisquer materiais de embalagem e de seus resíduos, a redução da cubagem e maior facilidade ao desembalar os produtos.
- Embalagens retornáveis sempre fizeram parte dos sistemas logísticos. Tais embalagens geralmente são de aço ou plástico. A decisão de investir num sistema de embalagem retornável requer estudo da quantidade de ciclos de embarques e de custos de transporte versus custos de compra e descarte de embalagem sem retorno, bem como os custos futuros de separar, rastrear e limpar as embalagens para reutilização.
- Paletes podem ser de madeira, plásticos e refrigerados. Os paletes exigem grandes investimentos, pois se mal construídos podem se desfazer e causar avarias nos produtos. Existem estudos para aperfeiçoarem paletes de material plástico e refrigerado, uma vez que estes paletes possuem as mesmas funções dos antigos paletes de madeira, diferenciando destes por possuírem uma vida útil maior e serem mais resistentes.
- Embalagem shrink-wrap é executada colocando-se uma película sobre a carga unitizada de embalagens secundárias, película essa que é encolhida por meio de aquecimento, para fazer as embalagens aderirem à plataforma como um volume único.
- Embalagem stretch-wrap é uma embalagem também à vácuo. Ela é executada envolvendo-se a carga a uma película plástica esticada, fazendo-se a carga rodar e ser envolvida pela película, o que resulta numa carga única, embalada sob pressão.[2]

## Classificação dos tipos de embalagens
1. Embalagem de venda ou embalagem primária: envoltório ou recipiente que se encontra em contato direto com os produtos. Ex.: frasco ou blister de remédio;
2. Embalagem grupada ou embalagem secundária: é a embalagem destinada a conter a embalagem primária ou as embalagens primárias. Ex.: caixinha de remédio que contém o pote de remédio;
3. Embalagem de transporte ou embalagem terciária: utilizada para o transporte, protege e facilita a armazenagem dos produtos, Ex: pallet. cantoneiras de proteção em fibra de madeira, papel, papelão ou plástico